# Elbasan
Ne pas confondre avec l’elbasan, un ancien alphabet albanais.
Elbasan est une municipalité d'Albanie centrale. Sa population s'élevait à 141 714 habitants en 2011.

## Géographie
Elbasan est arrosée par le fleuve Shkumbin et se trouve à 44 km au sud-est de la capitale, Tirana.

## Histoire

### Antiquité
Elbasan devint importante pendant la période romaine, quand elle était connue sous le nom de Masio Scampa. Le mot Scampa signifie des roches ou des crêtes dans la langue illyrienne antique.[réf. nécessaire] Les Romains y construisirent une forteresse importante, défendue par des tours. Aux IIIe et IVe siècles, elle s'appelait Hiskampis et s'était développée comme un centre de commerce et de transport important, près de la jonction de deux branches de la via Egnatia venant d'Apollonia et de Dyrrachium. Ptolémée a écrit que c'était la ville de la tribu d'Eordaei, qui plus tard a émigré en Macédoine. Elle a participé à la diffusion du christianisme le long de la voie romaine, et a eu un évêque, une cathédrale et des basiliques dès le Ve siècle.
Mais comme ville de vallée fluviale, elle devint vulnérable aux attaques barbares une fois les légions retirées. En dépit des efforts de l'empereur Justinien pour améliorer les fortifications, Hiskampis fut détruite par les Bulgares et les Ostrogoths pendant les invasions slaves des Balkans. Bien qu'une certaine vie urbaine et militaire ait dû continuer pendant un temps, car elle est mentionnée dans l'œuvre de Procope de Césarée au VIe siècle, elle fut totalement détruite par les Bulgares dans des attaques intermittentes au cours des deux siècles suivants.

### Période ottomane

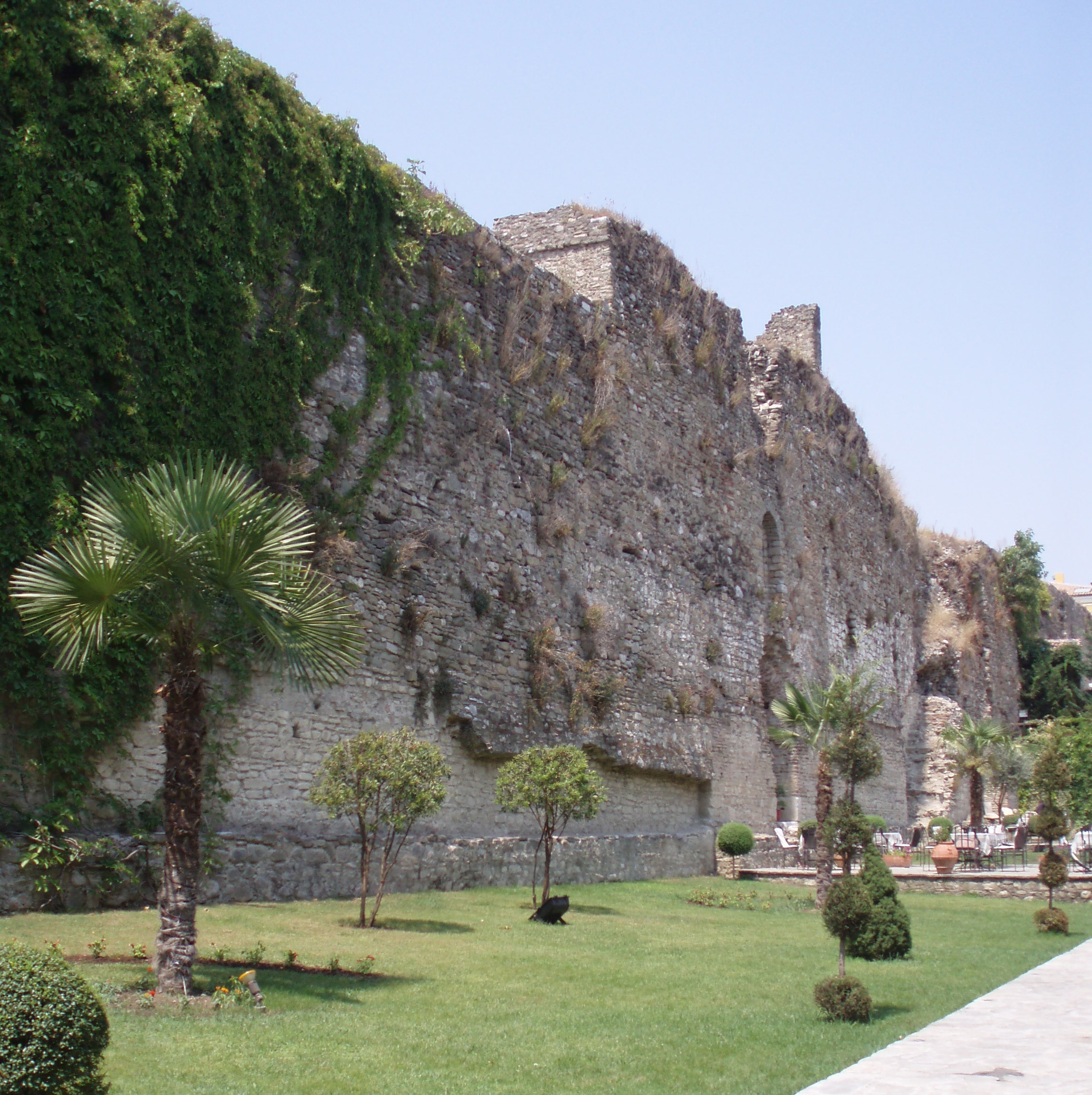
Château d'Elbasan

L'emplacement semble avoir été abandonné jusqu'à ce que les envahisseurs ottomans y aient établi un camp militaire, suivi de la reconstruction urbaine sous le sultan Mehmet II en 1467. Mehmet fit construire un château en quadrilatère massif avec un fossé profond et trois portes. Il l'appela Ilibasan, signifiant « l'endroit fort » en turc. C'est devenu un centre de civilisation urbaine ottoman au cours des quatre siècles suivants. Vers la fin du XVIIe siècle, il y avait 2 000 habitants. La forteresse fut démantelée par Reshit Pasha en 1832. En 1864, Elbasan devint un sandjak de la vilayet de Monastir.

### Albanie indépendante
En 1909, après la révolution des Jeunes-Turcs à Istanbul et dans la continuité du Congrès de Monastir de 1908, un congrès national albanais se réunit à Elbasan pour étudier des questions éducatives et culturelles. Elbasan eut la première université pour la formation de professeurs en Albanie. Les délégués, tous d'Albanie centrale et méridionale, approuvèrent la décision du congrès de Monastir (aujourd'hui Bitola, en Macédoine du Nord) d'employer l'alphabet latin plutôt que l'écriture arabe dans l'albanais écrit. La majorité musulmane s'opposa à l'installation du prince Guillaume de Wied en 1914.

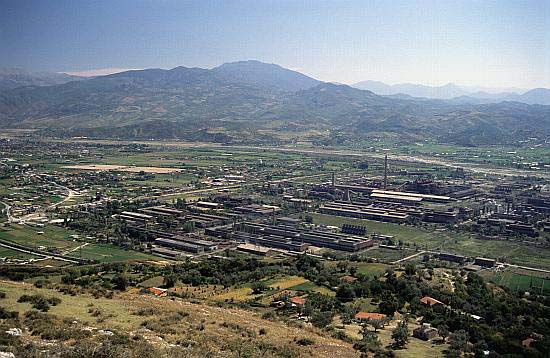
Combinat métallurgique d'Elbasan

Au cours de la Première Guerre mondiale, Elbasan fut successivement occupée par des Serbes, des Bulgares, des Autrichiens et des Italiens, entre 1915 et 1918. Le développement industriel commença dans la période de Zog Ier, quand des usines de tabac et de boissons alcoolisées y furent établies. La ville se distinguait par ses beaux bâtiments publics, ses établissements d'éducation, ses jardins publics et ses magasins en bois. Elle fut gravement endommagée pendant la Seconde Guerre mondiale.
Après la guerre, la période communiste fut marquée par un vigoureux programme de développement industriel, qui porta la population de la ville à environ 75 000 habitants. Ce processus culmina dans les années 1960 et 1970 avec la construction d'un énorme complexe métallurgique dans la vallée du Shkumbin, avec l'aide chinoise. Il fut appelé « la deuxième libération nationale de l'Albanie » par Enver Hoxha. Mais les émissions de polluants dangereux rendirent impropre à la culture une grande partie de la zone agricole de la vallée jusque-là prospère.
La ville est par ailleurs connue pour abriter un certain nombre d'organisations criminelles très violentes, la fratrie Copja qui, jusqu'en 2025 joue un rôle majeur dans le narcotrafic européen, en provient.